# Lemaireia loepoides
Lemaireia loepoides este o specie  de molie din familia Saturniidae. Este întâlnită în Borneo, Sumatra și Malaezia Peninsulară. 